# Marcusenius stanleyanus
Marcusenius stanleyanus és una espècie de peix pertanyent a la família dels mormírids i a l'ordre dels osteoglossiformes.

## Etimologia
Marcusenius fa referència a l'alemany Johann Marcusen (el primer ictiòleg a estudiar els mormírids de forma sistemàtica), mentre que l'epítet stanleyanus al·ludeix a les cascades Stanley, avui conegudes com a cascades Boyoma.

## Descripció
Fa 21 cm de llargària màxima. Absència d'espines a les aletes dorsal i anal. 28-33 radis tous a l'aleta dorsal i 38-42 a l'anal. 78-84 escates a la línia lateral i 10-12 al voltant del peduncle caudal. Cap lleugerament més llarg que alt i amb el perfil superior feblement corbat. Dents còniques o truncades (5 o 7 al maxil·lar superior i 6 a l'inferior). El musell fa entre 2/7 i 1/3 de la longitud del cap i l'ull al voltant de 2/3 la del musell. Origen de l'aleta dorsal al nivell del setè al tretzè radi de l'anal. Aleta anal més a prop de la caudal que de la base de les ventrals. Pectorals punxegudes, gairebé tant llargues com el cap, al voltant de dues vegades tan llargues com les ventrals i estenent-se més enllà de la base d'aquestes darreres. Aleta caudal coberta d'escates i amb el lòbuls llargs i punxeguts. Peduncle caudal de 3 a 3½ vegades tan llarg com alt (és tan llarg com el cap o un xic més curt). És de color marró, o marró a la part superior i argentat a l'inferior. Es pot confondre fàcilment amb Marcusenius monteiri, ja que són força similars quant a la coloració, forma del cap i comparteixen el mateix hàbitat, però M. stanleyanus té les dents còniques i Marcusenius monteiri les té bicúspides.

## Alimentació
Es nodreix d'una àmplia gamma d'invertebrats, sobretot de larves d'insectes.

## Hàbitat i distribució geogràfica
És un peix d'aigua dolça, demersal i de clima tropical, el qual viu a Àfrica: és un endemisme dels hàbitats riberencs, fangosos i amb vegetació dels rius i planes al·luvials de la conca del riu Congo a Tanzània, la República Democràtica del Congo, la República del Congo, Burundi, la República Centreafricana, Zàmbia i Angola, incloent-hi el llac Pool Malebo i la conca del llac Tanganyika (però, pel que sembla, només els cursos baixos dels seus afluents, com ara el riu Malagarasi, i no pas el mateix llac). Els informes provinents del riu Sanaga i del riu Benué al Camerun són erronis.

## Observacions
És inofensiu per als humans, el seu índex de vulnerabilitat és baix (18 de 100), forma part de la dieta humana local i la seua principal amenaça és la pèrdua dels aiguamolls a causa de l'expansió agrícola a l'Àfrica oriental.